# Бассия шерстистоцветковая
Бассия шерстистоцветковая (лат. Bassia laniflora) — вид травянистых растений рода Бассия (Bassia) семейства Амарантовые (Amaranthaceae).

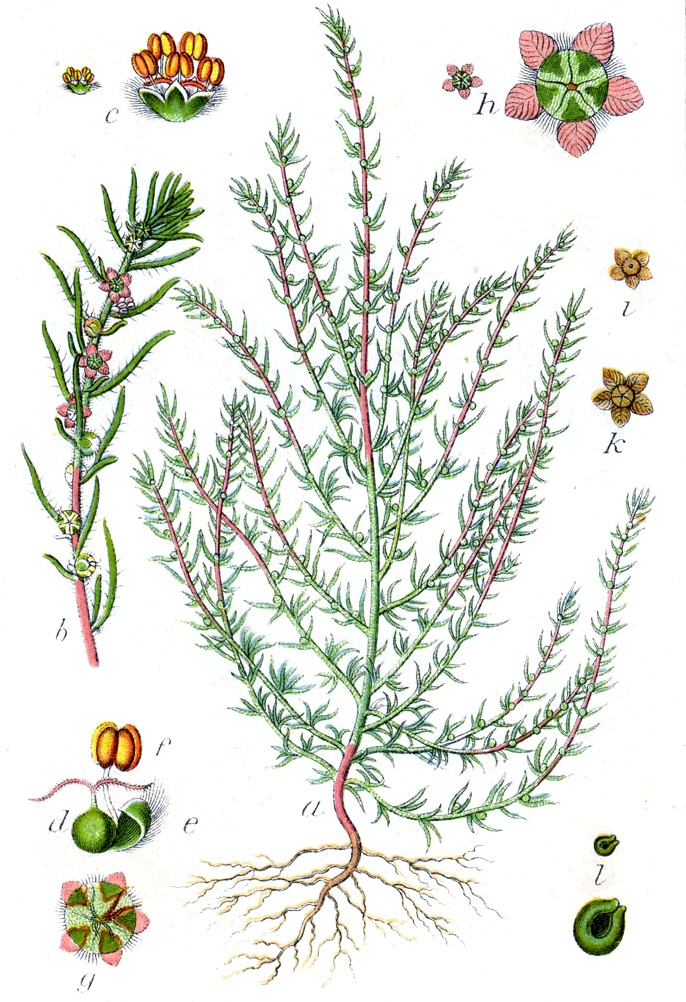

## Ботаническое описание
Однолетнее травянистое растение с тонким корнем и прямым, простым или более или менее ветвистым, с мало отклонёнными ветвями, нередко красноватым, негусто и коротко пушистым стеблем 20—80 см высотой. Листья очерёдные, линейно-нитевидные или нитевидные, относительно толстоватые, заострённые, волосистые, 5—25 мм длиной и около 0,5 мм шириной.
Цветки, расположенные обычно по 2—3, реже по одному в пазухах листьев, образуют на конце стебля и на ветвях длинные (5—25 см длиной) облиственные, в нижней части прерывистые и ветвистые колосовидные соцветия. Околоцветник довольно густо волосистый, при плодах с плоскими перепончатыми крыловидными горизонтально-отстоящими выростами треугольной, продолговатой, яйцевидной или ромбической формы, которые длиннее поперечника плода (1,5—3,5 мм длиной); они гладкие, с частыми продольными, нередко красноватыми жилками и по краям обыкновенно неровно-зазубренные.

## Распространение и экология
Евразия. Растёт на песках, в песчаных степях, на песчаных берегах рек, в песчаных борах.

## Синонимы
- Chenopodium arenarium (Maerkl.) G.Gaertn.
- Kochia arenaria (Maerkl.) Roth
- Kochia dasyantha Schrad.
- Kochia laniflora (S.G.Gmel.) Borbás — Кохия шерстистоцветковая
- Polycnemum acutum Schrank
- Polycnemum camphorosma Schrank
- Polycnemum camphorosmoides Moq.
- Salsola arenaria Maerkl.
- Salsola dasyantha Pall.
- Salsola laniflora S.G.Gmel.basionym
- Salsola prostrata Pall.
- Salsola tenuifolia M.Bieb.
- Willemetia arenaria (Maerkl.) Maerkl.